# ロンドン橋計画

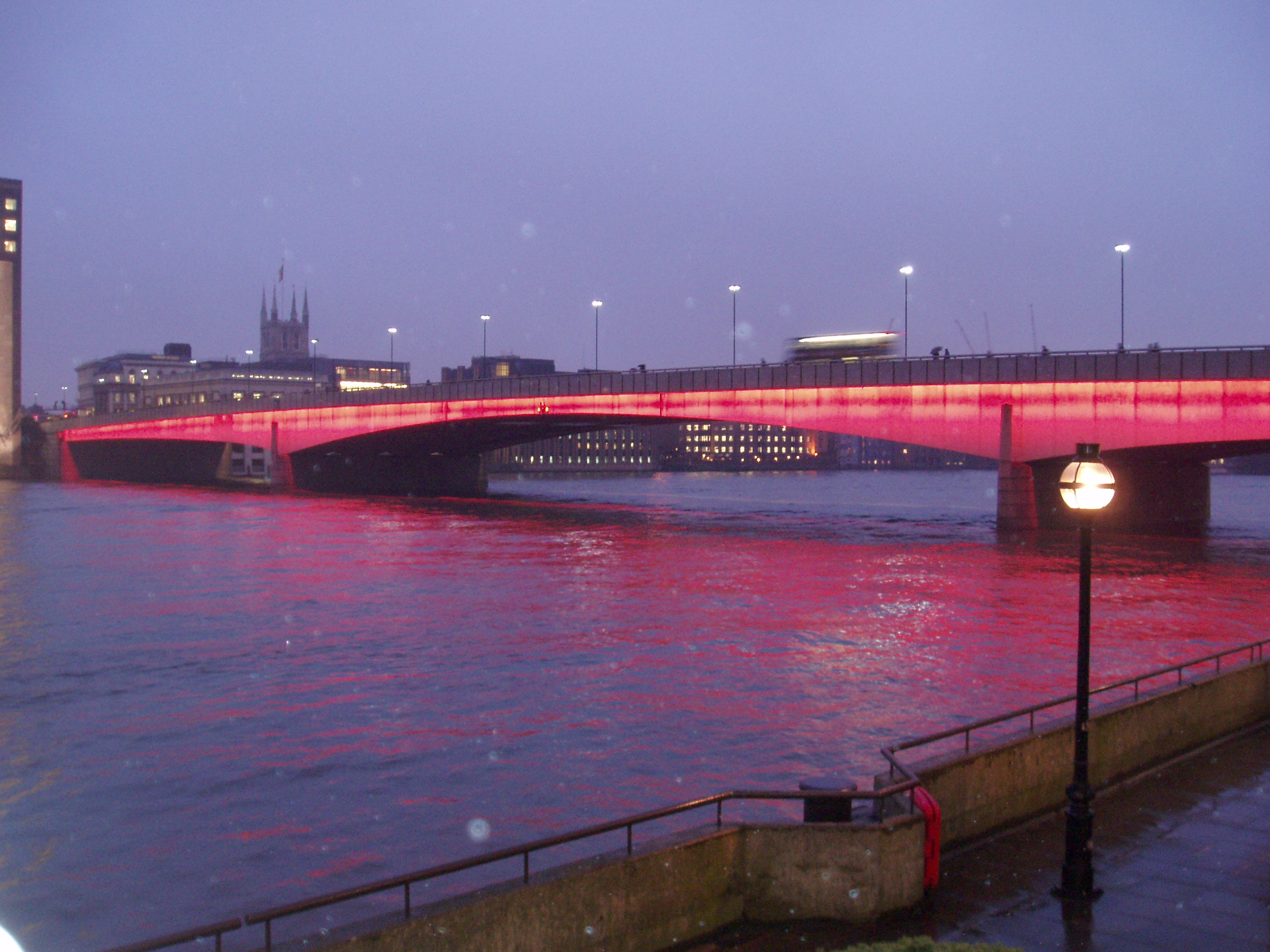
ロンドン橋

ロンドン橋計画（ロンドンばしけいかく、英: Operation London Bridge）は、エリザベス2世が死去した後にイギリスで執り行われる各種行事などの計画のことで、「ロンドン橋が落ちた」（London Bridge is Down）というコードネームでも知られる。具体的には、女王の死の公表、公式な服喪期間、国葬の詳細などがそこで検討されている。そのうちいくつかの重要な項目は女王自身が決定しているが、女王の死後にその後継者（息子のチャールズ3世）が決定するものもある。
2017年時点で「ロンドン橋が落ちた」というフレーズは、イギリス首相と主要関係者に女王の死を知らせ、計画の実行に入るために使われるものとされている。この計画が最初に練られたのは1960年代で、その後も毎年更新されており、様々な政府機関、イングランド国教会、ロンドン警視庁、イギリス軍、マスメディア、ザ・ロイヤル・パークス、 ロンドン特別区、グレーター・ロンドン・オーソリティー、ロンドン交通局といった様々な組織が関わっている。ガーディアン紙はその計画について、謎めきながらも極めて精緻なまでに寸分違わず立案されている、と報じている。
ロンドン橋計画というコード名は、主としてイギリス国内で実施される事柄を指している。しかしイギリスのみならず、エリザベス2世が女王として君臨するその他の英連邦王国の国々でも、女王の死後数日にわたって実施されるであろう計画について準備を進めてきた。それらもロンドン橋計画と並行して行なわれた。
2022年9月8日、エリザベス2世の崩御に伴い、王室と政府が「London Bridge is down」（ロンドン橋が落ちた）と伝え、計画が実行されることになった。

## 背景
イギリス王室の葬儀と戴冠式は、一般的に軍務伯と紋章院の官僚によって催される。イギリス王室関係者の死と葬儀に関する計画を示すコードネームとして事前に何らかのフレーズを決めておくことは一般的に行なわれている。元々そうしたコードネームは、王室関係者の死が公に発表されるより前にバッキンガム宮殿の電話交換手がそれを知ってしまわないよう高官らが編み出した工夫だった。1952年にジョージ6世が他界した時、政府高官には「ハイド・パーク・コーナー」というフレーズでそれが知らされた。
20世紀末から21世紀初頭にかけての王室関係者の葬儀に関するいくつかの計画のコードネームは、イギリスの有名な橋の名前にちなんでいる。「テイ橋計画」はエリザベス2世の母であるエリザベス・ボーズ＝ライアンの死と葬儀を示すために使われたフレーズで、22年間にわたるリハーサルの末、2002年に実施されることになった。1997年のダイアナ妃の葬儀もテイ橋計画をモデルにしている。2022年3月時点で、「フォース橋計画」は2021年に他界したエディンバラ公フィリップの、「メナイ橋計画」は国王チャールズ3世の葬儀計画を示す言葉となっており、「ロンドン橋計画」がエリザベス2世の葬儀計画を指すものになっている。

## 計画
初めに、日付はエリザベス2世が崩御した2022年9月8日を始点とし、時刻についてはイギリス夏時間(UTC+1)を適用する。
2022年9月8日、エリザベス2世の王室秘書官が女王の死を伝達する最初の官僚（縁者でも医療関係者でもない者）となる。最初に行なわれるのは首相への連絡であり、王室秘書官は盗聴防止電話で「ロンドン橋が落ちました」とコードフレーズを伝える。内閣官房長と枢密院事務局も王室秘書官から知らせを受ける。次いで、内閣官房長は大臣や高級官僚らに連絡をする。外務・英連邦省の、ロンドンにある所在非公表のグローバル・レスポンス・センターは、エリザベス2世が女王である他の14の国（英連邦王国の国々）の政府へ、そしてイギリス連邦の国々の政府へ、女王の死を知らせる。政府のウェブサイトとソーシャル・メディア・アカウント、および王室のウェブサイトは黒地に変えられ、急を要さないコンテンツの発信は取り止めになる。
マスメディアは、知らせを受けたPAメディアとBBCが出すラジオ緊急送信システム (Radio Alert Transmission System, RATS) を通じて女王の死を知ることになる。インディペンデント・ラジオ・ニュースの配信を受けている商業ラジオのスタジオでは、国家レベルの著名人の死を知らせる青い「訃報灯」(obit lights) が点灯し、キャスターに「穏当な音楽」を流させ、速報の準備をさせる。BBC Two は予定の番組を取り止め、女王の死を発表する BBC One の放送に切り替わる。BBCニュースは事前に用意しておいた女王の肖像のスライドショーを放送し、その間に、その時に担当となっていたキャスターがこの時用に用意していた黒い服に着替えて公式発表の準備をする。ガーディアン紙が報じたところでは、タイムズ紙は既に11日分(9月18日まで)の報道内容を準備済みであり、ITN と Sky News は女王の死のリハーサルを長らく行なってきているが、名前を「ミセス・ロビンソン」に置き換えているという 。
バッキンガム宮殿では黒く縁取った告知を従僕が門に掲げる。同時に、宮殿のウェブサイトにも同じ告知が掲載される。イギリス議会、およびスコットランド議会、ウェールズ議会、北アイルランド議会は中断され、議会が開催中でない場合は召喚がかけられる。首相は下院で追悼演説を行う。新しい国王は首相を招いて打ち合わせを行ない、午後6時に国民に向けてスピーチを行う。ホワイトホールの官庁街と地方自治体の建物には半旗が掲げられ、場合によっては弔問者芳名録が用意される。セレモニアル・メイス（儀仗）には黒いリボンが付けられ、リベリー・カラーの宝石には黒い袋がかぶせられ鎖だけ見えるようにされる。礼砲隊がそれぞれの敷地で礼砲を鳴らし、首相と主な大臣の臨席のもと、追悼儀式がセント・ポール大聖堂で執り行なわれる。
女王の死の翌日である9月9日、王位継承委員会がセント・ジェームズ宮殿で開かれ、新しい国王の即位を宣言する。夕方には議会が開かれ、議員らは新しい国王への忠誠を誓うと共に、女王の死への弔意を表明する。その後、殆どの議会活動は10日間停止される。午後3時30分、新しい国王は首相と閣僚を招いて謁見を受ける。女王の死の2日後、スコットランド、ウェールズ、北アイルランドの各政府が新しい国王の即位を宣言する。
女王の死の3日後である9月11日、朝に新しい国王はウェストミンスター宮殿のウェストミンスター・ホールで弔問を受け、その後は国内を巡るべく出発する。まずスコットランド議会を訪れ、エディンバラのセント・ジャイルズ大聖堂での儀式に出る。その翌日は北アイルランドを訪れ、ヒルズボロ城で弔問を受け、ベルファストのセント・アン大聖堂での儀式に出る。女王の死の7日後はウェールズを訪れ、カーディフのランダフ大聖堂での儀式に出る。
女王の棺をどう運ぶかは、女王がどこで亡くなるかによって複数の計画が立てられている。例えばウィンザー城やサンドリンガム・ハウスで亡くなったならば、棺は英国王室列車でセント・パンクラス駅に運ばれ、そこで首相と閣僚らの出迎えを受ける。海外で亡くなったならば、棺は第32飛行中隊がノースホルト空軍基地まで運び、そこから霊柩車でバッキンガム宮殿まで運ばれる。スコットランド（例えばホリールード宮殿やバルモラル城）で亡くなったならば、棺はまずホリールード宮殿に安置され、次いでエディンバラのセント・ジャイルズ大聖堂で儀式を受ける。さらに、鉄路が使えるならばエディンバラ・ウェイヴァリー駅へ運ばれ、英国王室列車でロンドンに運ばれる。さもなくば、飛行機でロンドンに運ばれ、首相と閣僚の出迎えを受ける。いずれにせよ、棺は最終的にバッキンガム宮殿の玉座の間に安置される。女王の死の5日後である9月13日、棺はウェストミンスター・ホールへ移され、儀式の後、（一般参列者の献花を受けるため）3日間遺体公開される。
女王の死の10日後である9月18日、ウェストミンスター寺院で国葬が執り行われる。その後に棺は、王室墓廟から移された夫のフィリップの棺と共に、ウィンザー城の聖ジョージ礼拝堂のジョージ6世記念礼拝堂の所定の墓所へ埋葬される。埋葬の前に、聖ジョージ礼拝堂で埋葬の儀式が執り行われる。エリザベス2世と首相が同意したところにより、葬儀の日は「国喪の日」(Day of National Mourning) とされるが、バンク・ホリデー（公休日）とはならない。正午に全国で2分間の黙祷が行なわれ、ロンドンとウィンザーで葬列が組まれる。

### 付随する計画
王国間作業グループ (Inter-Realm Working Group) と呼ばれるバッキンガム宮殿とクラレンス・ハウスの官僚らは、ロンドン橋計画にまつわる葬儀とそれに付随する計画について、英連邦王国各国の代表者に大要を伝えてきている。英連邦王国の各政府は、イギリスの外務・英連邦省のグローバル・レスポンス・センターから女王の死の知らせを受ける。女王の死後しばらくのあいだ国内で何を行うか各国とも独自の計画を構築してきており、それはロンドン橋計画と並行して実施される。

#### オーストラリア
政府が女王の死の知らせを受けると、直ちにその後の10日間は（新しい国王即位の日は除き）旗の掲揚は半旗で行うよう指示が下される。オーストラリア女王が亡くなると、オーストラリア連邦議会が哀悼の発議を行うため開催される。首相が読み上げる演説の草案はもう作られている。現在の計画によれば、オーストラリア総督がしかるべき儀式の下で、新しい国王の即位をオーストラリアとして宣言する。
オーストラリア軍はロンドンと時を合わせて礼砲を鳴らし、一部はイギリスでの儀式にも参列する。在英高等弁務官は王位継承委員会にオブザーバーとして参加する。また、枢密院のオーストラリアの枢密顧問官は王位継承委員会への参加資格がある。

#### カナダ
カナダでは、こうした計画はエリザベス2世の在位50周年記念式典があった2002年から立てられている。計画に関する協議は、カナダ軍、カナダ枢密院事務局、カナダ王室秘書官、カナダ総督府、そしてイギリスの軍務伯の事務方との間で行なわれてきている。連邦政府だけでなく、州政府も女王の死と新しい王の即位にまつわる独自の計画を用意している。

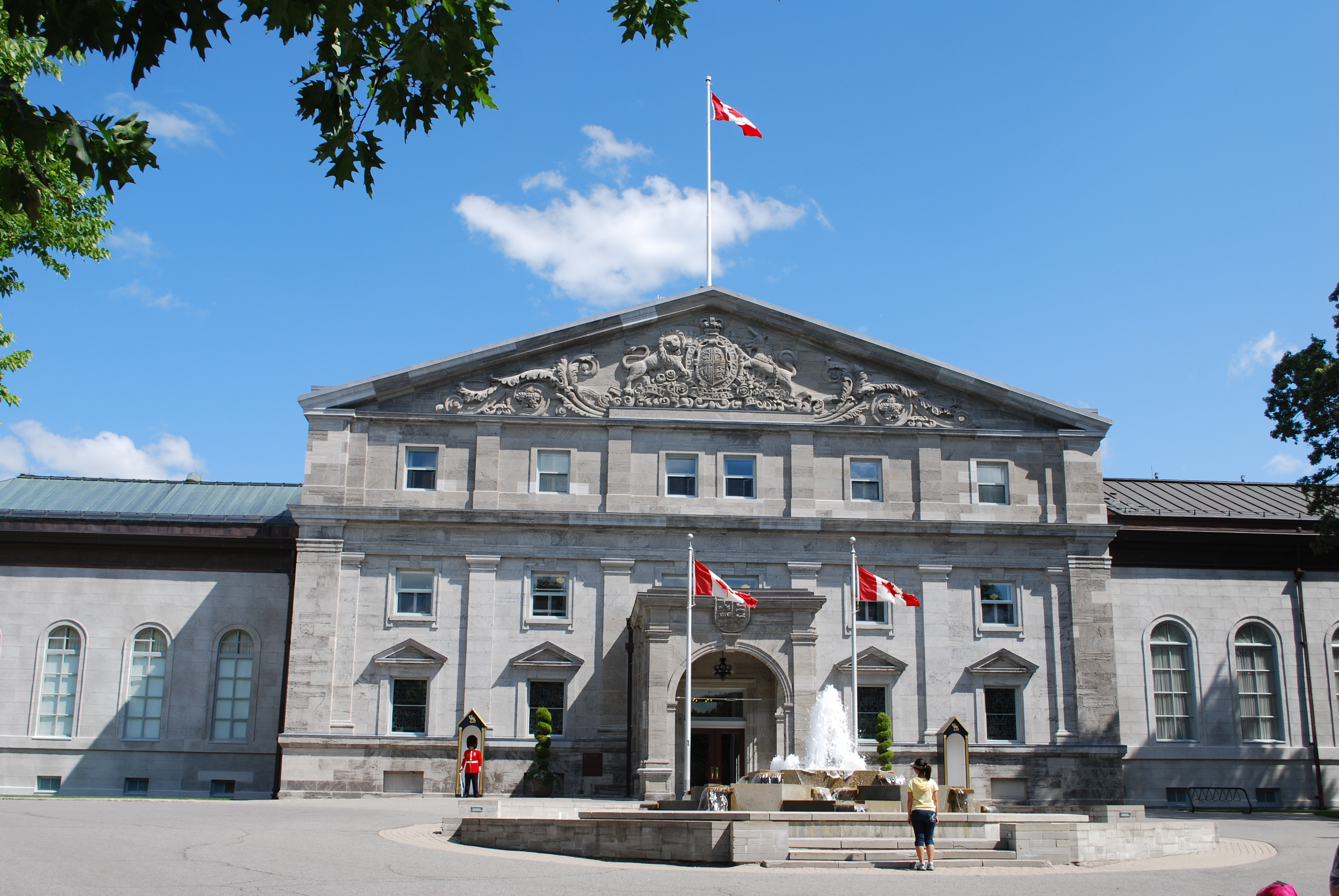
女王の死にあたって、リドー・ホールなどカナダの庁舎は旗竿に黒い布を垂らし、建物の正面入口に弔問者芳名録が置かれる。

女王の死の知らせを受けるとカナダ総督は、内閣の面々をパーラメント・ヒルに召還し、カナダが新たな「正当かつ適法な主君」を得たと宣言する。『カナダ政府の公的手続きの手引き』によると首相は、議会を招集し、新しいカナダ国王への忠誠と弔意を表明する決議案を審議に付し、最大野党党首からの支持を得て、一連の動きを準備する責任がある。そして首相は議会を休会にする。在英高等弁務官は王位継承委員会にカナダ代表として参加する。カナダ枢密院も、カナダの国王 (Crown in Right of Canada) に関して王位継承委員会と同様の役割を果たすべく召集される。
女王のための公式な服喪期間が設けられるが、その長さは連邦政府が決定する。服喪期間中、カナダ総督、副総督、各行政長官に属する全ての職員は、黒いネクタイと黒い腕輪を支給される。その他の政府職員も黒い腕輪を付けるが、一部の立法府職員だけは公式の服喪期間中に特定の正装を行う。具体的には、守衛官が黒い手袋、ピケ（浮き出し織り）のボウタイ、黒い鞘の剣を身に付けたり、従僕が黒いクラバット、腕輪、リボンを身に付ける。服喪期間中、セレモニアル・メイス、女王の肖像、国内の政府庁舎の旗竿は黒い布で覆われる。他の旗も半旗とされる。それぞれの政府庁舎の正面入口の近くには弔問者芳名録が置かれ、予定されていた行事は中止される。
カナダ放送協会 (CBC) は女王の死を「国の一大事の放送」とみなし、そのための計画を絶えず更新している。その時、通常番組は中止され、コマーシャルは休止になり、CBC の全てのテレビ局とラジオ局は24時間のニュース報道体制に入る。また休日に女王が亡くなった場合に備え、CBC は待機した放送チームを特別に選抜している。

#### ニュージーランド
ニュージーランドは女王の死の知らせを、王室とニュージーランドの間に設けられている通信チャネルを通じて受け取る。知らせを受けると、文化遺産省の長が政府庁舎や他の施設に対し、ニュージーランド国旗を半旗で掲げるよう指示する。21発の礼砲が「適切なタイミング」で鳴らされる。国による追悼儀式が行なわれるが、付随する行事や政府の協定については首相が決定する。
国営ラジオ局のラジオ・ニュージーランド (RNZ) はニュージーランド国王の死にあたっての指針と指示書を用意している。全ての RNZ の放送局について、アナウンサーは女王の死を伝えるため通常番組を取り止め、用意でき次第、繰り返し報道が行なわれる。RNZ の放送局はこの期間、パンク・ロックやクイーンの曲を流さないよう指示されている。